# Кантер, Оскар Кристапович
Оскар Кристапович Кантер (1885—1935) — советский партийный и государственный деятель, первый председатель Нижне-Амурского облисполкома.

## Биография
Родился 10 апреля 1885 года в Риге. Латыш. Окончил 4 класса Рижской государственной гимназии.
С 1903 года — член РСДРП, с 1907 года — член исполкома Северо-Лифляндской организации РСДРП. В 1908 году за участие в восстании военных моряков осуждён на 4 года каторжных работ, наказание отбывал в Иркутской губернии, откуда был отправлен в политическую ссылку в Олонецкую губернию, где пробыл до 1917 года.
В октябре — декабре 1917 года — технический секретарь районной управы, секретарь Полюстровско-Пороховского районного Совета Петрограда.
С января 1918 года работал в ЧК, советских и партийных органах северо-западных губерний России, в 1918—1920 годах возглавлял Олонецкую губернскую ЧК, затем в Средней Азии. С ноября 1923 по март 1925 года — начальник Самарского отдела ОГПУ, начальник Особого отдела Приволжского военного округа.
С 1925 года работал на Дальнем Востоке: начальник секретно-оперативного управления полномочного представителя ОГПУ по Дальневосточному краю, заместитель председателя правления Акционерного Камчатского общества, первый председатель Правления Дальневосточного Крайрыбакколхозсоюза, уполномоченный Всероссийского переселенческого комитета при СНК СССР на Дальнем Востоке, председатель Комитета Севера Далькрайисполкома.
В 1926—1935 годах был членом совета Владивостокского отдела Государственного географического общества.
22 августа 1934 года назначен председателем Организационного комитета Президиума ВЦИК по Нижне-Амурской области. С сентября — первый председатель Нижне-Амурского облисполкома.
21 февраля 1935 года скоропостижно умер от кровоизлияния в мозг в посёлке Нижнее Пронге, где должен был выступать на собрании рабочих рыбокомбината. Похоронен в Николаевске-на-Амуре, где в его честь названа улица (Постановление Президиума исполнительного комитета Дальневосточного краевого Совета рабочих, крестьянских и красноармейских депутатов от 23 марта 1935 г. № 386 «О переименовании Кооперативной улицы в г. Николаевске-на-Амуре в улицу им. т. Кантера»).